# Henry Gaylord Wilshire

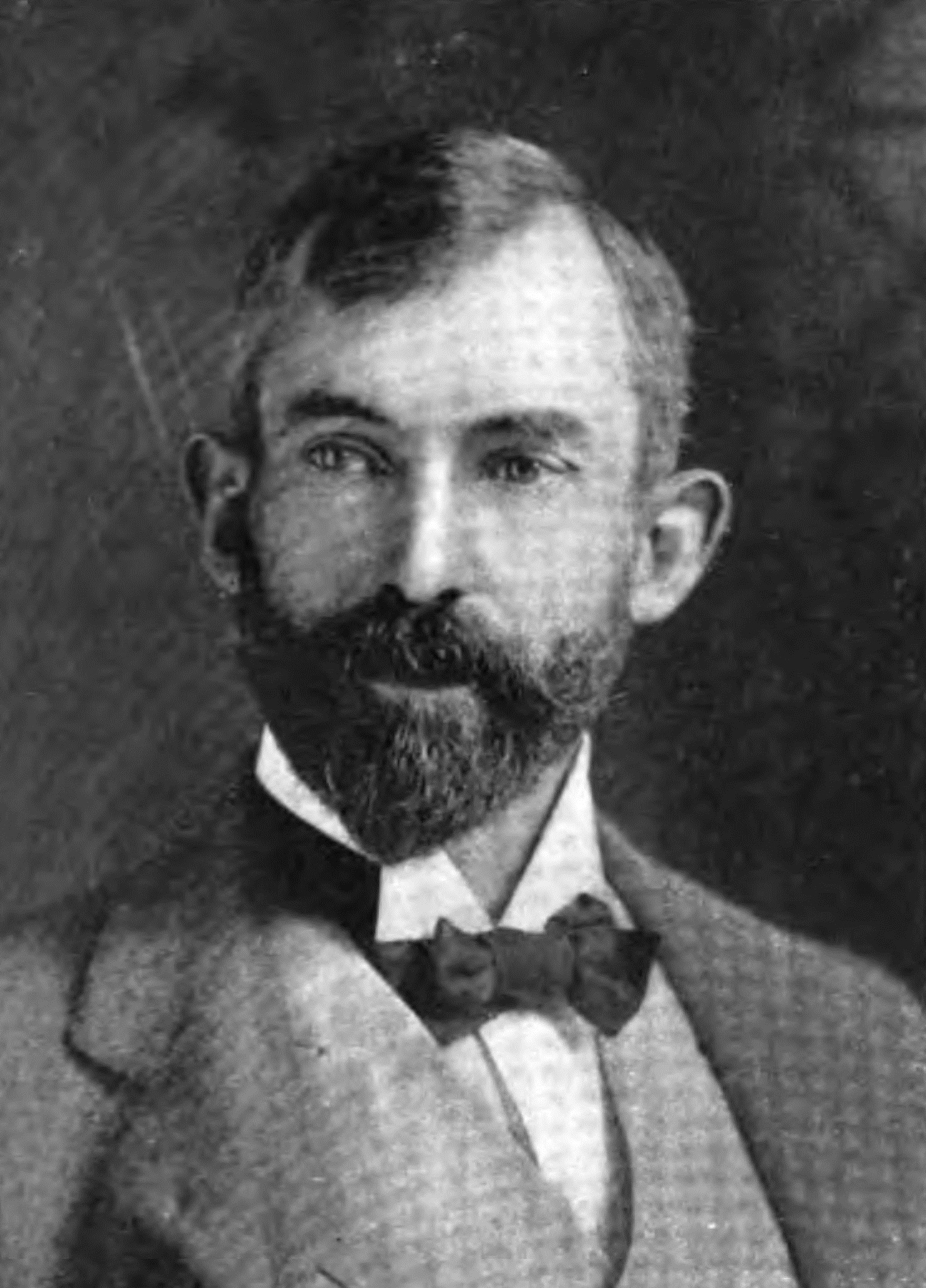
Henry Gaylord Wilshire (1861–1927), um 1908

Henry Gaylord Wilshire [ˈhɛnɹi ˈɡeɪlɔɹd ˈwilʃəɻ] (Anhörenⓘ, Rufname Gaylord, darum auch H. Gaylord oder ohne den ersten Vornamen; * 7. Juni 1861 in Cincinnati; † 7. September 1927 in Los Angeles) war ein US-amerikanischer Großgrundbesitzer, Verleger und Sozialist. Auf sein eigenes Betreiben hin wurde eine der späteren zentralen Verkehrsachsen im Agglomerationsraum von Los Angeles, der Wilshire Boulevard, nach ihm benannt. Außerdem tragen heute die Wilshire Avenue in Fullerton und der Wilshire Drive in Phoenix seinen Namen.

## Leben und Wirken

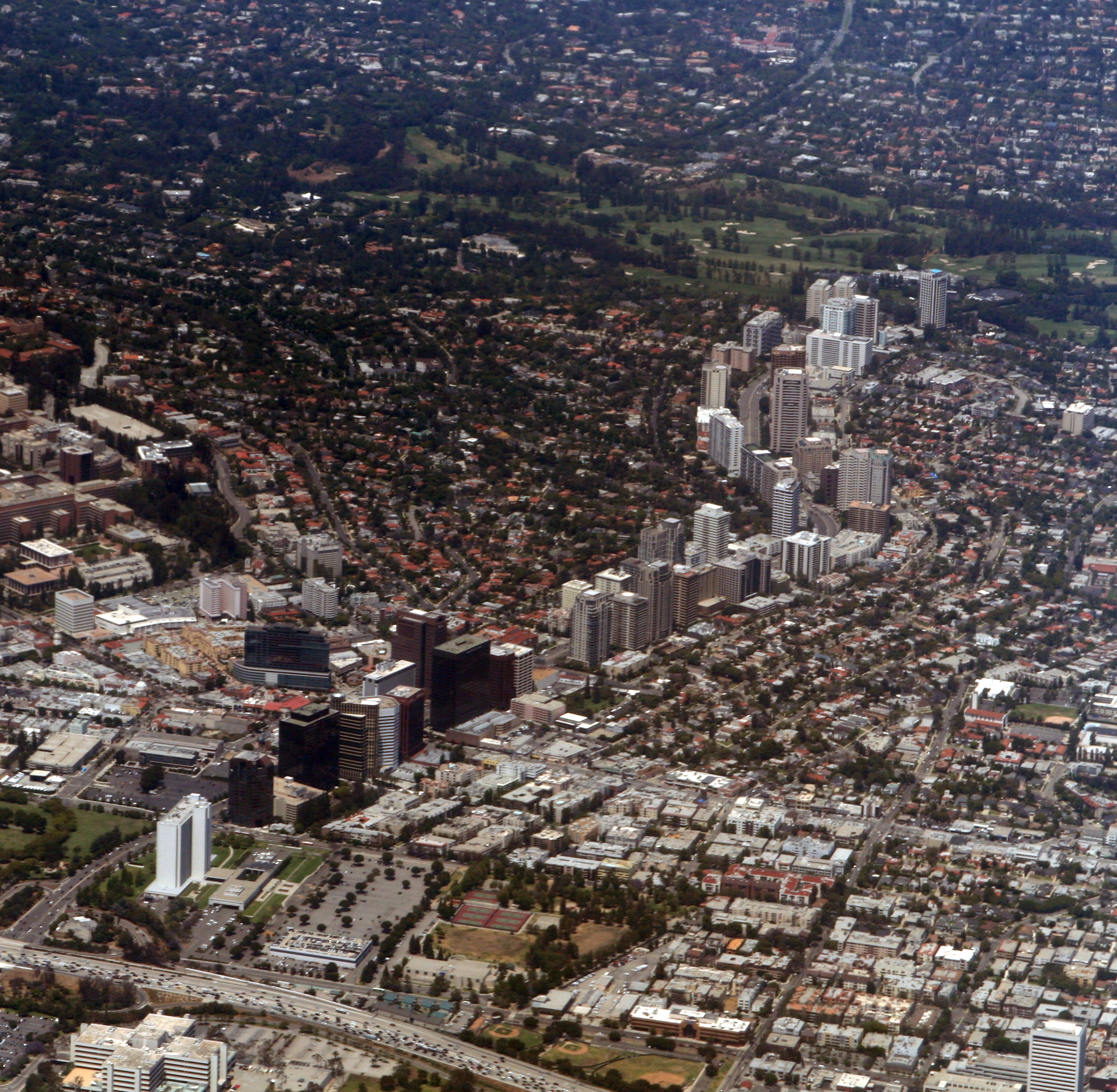
Der Wilshire Blvd. mit seinen Hochhäusern im Abschnitt Westwood (2009)

Wilshire stammte aus einer wohlhabenden atheistischen Familie im US-Bundesstaat Ohio und arbeitete zunächst als Journalist und Zeitungsverleger. In den 1880er-Jahren zog er zusammen mit seinem Bruder nach San Francisco und versuchte, mit ihm zusammen dort ein Unternehmen für Panzerschränke aufzubauen, scheiterte aber.
Im Jahr 1895 erwarb er mehrere Gerstenfelder im heutigen Großraum von Los Angeles. Die Fläche betrug 140.000 m² und Wilshire wollte diese, aufgeteilt in Parzellen, für den Hausbau gewinnbringend weiterverkaufen. Er stiftete zugleich einen Teil der Fläche zur Anbindung der künftigen Neubaugebiete mit einer breiten Straße an das Stadtzentrum dem Stadtrat unter der Bedingung, dass der künftige Boulevard seinen Namen tragen solle und nicht für den Ausbau der Eisenbahn genutzt werden dürfe. Wilshires Skepsis gegenüber der Eisenbahn wird in der biografischen Literatur zu seiner Person nicht begründet. Der Wilshire-Biograf und Historiker J. Eric Lynxwiler führt in seiner Publikation zum Wilshire Boulevard aus, dass Wilshire die neue Straße von Anfang an als Boulevard, also eine besonders breite Straße, anlegen lassen wollte, damit Kutschen als übliches Fortbewegungsmittel der Zeit an jeder Stelle darauf einen entsprechend großen Wendekreis hätten. Der vor 1895 bestehende Nevada Boulevard wurde in den Wilshire Boulevard integriert, der bis in die 1980er-Jahre immer wieder verlängert wurde.
Ungeachtet seiner unternehmerischen Tätigkeiten war Wilshire politisch aktiv und verstand sich als Sozialist. Er sah keinen ideologischen Widerspruch darin, Großgrundbesitzer und wohlhabend zu sein und sich zugleich in der damaligen „Sozialistischen Arbeiterpartei“ (Socialist Labor Party of America) zu engagieren. Wilshire verfasste mehrere Abhandlungen zur Idee und Umsetzung des Sozialismus in Amerika.
Wilshire bemühte sich um politische Ämter, auch außerhalb der USA, was um die Jahrhundertwende möglich und nicht an eine bestimmte Staatsbürgerschaft geknüpft war. So kandidierte er beispielsweise 1890 in Kalifornien für den Kongress der Vereinigten Staaten, 1894 für einen Sitz im Britischen Unterhaus in London, 1902 für das Kanadische Parlament und  1904 in New York City erneut für den Kongress sowie zuletzt 1906 für den Stadtrad von Los Angeles. Da Wilshire nie gewählt wurde, wandte er sich nach der letzten Niederlage verstärkt seiner Autorentätigkeit zu.
Seine Ehefrau Mary Mc Reynolds Wilshire (1880–1955) hatte bei dem Schweizer Psychiater Carl Gustav Jung in Europa studiert und praktizierte ab den 1930er-Jahren, unabhängig von den geschäftlichen Unternehmungen ihres Mannes. Das Paar hatte einen Sohn, Logan Gaylord Wilshire (1906–1970), der kinderlos blieb und keine Ehe einging. J. Eric Lynxwiler konnte in den inzwischen aufgelösten Wilshire Archives unter der Leitung von Dana Cuff an der UCLA keine Nachfahren des Ehepaares Wilshire ermitteln.
Gaylord Wilshire starb mittellos in New York City, wo er in einem Urnengrab beigesetzt wurde. Auch wenn es Wilshire nicht gelang, unternehmerisch dauerhaft erfolgreich zu sein und aktiv Politik zu gestalten, gilt er als Pionier des Sozialismus in den USA.

## Werke (Auswahl)
- Henry Gaylord Wilshire, George Bernard Shaw (Hrsg.): Fabian Essays in Socialism. Amerikanische Ausgabe. New York, 1889.
- Gaylord Wilshire: The Why a Workingman Should Be a Socialist. Charles H. Kerr & Company, 1908.
- Henry Gaylord Wilshire: Socialism Inevitable. Reprint, Wentworth Press, 2019. ISBN 9780469614567.